# Trentepohlia (Trentepohlia) curtipennis
Trentepohlia (Trentepohlia) curtipennis is een tweevleugelige uit de familie steltmuggen (Limoniidae). De soort komt voor in het Afrotropisch gebied.